# طایفه سیاه‌منصور
سیاه منصور، نام یکی از طوایف کرد زبان، ساکن در گروس بوده است. این طایفه در قرن دهم هجری قمری، برابر با دوران حکومت صفویان، بیشترین قدرت خود را داشته است.
مینورسکی نام طایفه سیاه منصور را در فهرست طوایف کُرد در کنار، فیلی، بختیاری، اردلان، چگنی، گروس، زنگنه و… قرار می‌دهد.

## سابقه
این طایفه در شمال رودخانه قزل اوزن در منطقه گروس ساکن و تا حوالی انگوران را تحت پوشش قرار داده بودند، و مرکز اصلی آن‌ها جعفرآباد مرکز دهستان سیاه منصور امروزی از توابع شهرستان بیجار بوده است.
طایفه سیاه منصور از طوایف مهم دوران صفویه بوده است که در ابتدای دوران صفویه حکومت گروس و آذربایجان و مناطقی از کشور را بر عهده داشته‌اند.

## حکام
- خلیل خان سیاه منصور - حاکم نحاس و سیورلق
- امام قلی سیاه منصور - حاکم اسفراین.
- رضا قلی سیاه منصور - حاکم قلعهٔ بُست، زمین‌داور در قندهار.
- میرزا قلی سلطان - حاکم کرشک.
- دولتیار خان سیاه‌منصور - حاکم آذربایجان، گروس و مناطقی دیگر از شمال غرب ایران.

## دربارهٔ سیاه منصور
در ذکر امراء کرد ایران آمده است: (عمدهٔ اکراد ایرانی سه طبقه‌اند، سیاه منصور، چگنی و زنگنه، و حکایت مشهور است در السنه و افواه مذکور که در اصل ایشان سه برادر بوده‌اند که از ولایت لرستان آمده و به روایتی از گوران و اردلان، معزم ملازمت سلاطین ایران از وطن بیرون آمده‌اند. ایشان ترقیات کلی روا داده، هر سه برادر به مرتبهٔ امارت رسیده و مردمانی که از طرف و جوانب بر سر رعیت آن‌ها جمع شده، ملقب به اسم ایشان گشته‌اند)

## کوچ اجباری
در دوران صفویه، دولتیار خان سیاه منصور، در آذربایجان و گروس حکومتی را ایجاد و عشایر را متحد کرده بود و توانست چندین بار سپاهیان شاه عباس را با شکست مواجه سازد، اما بعد از دستگیر شدن وی توسط شاه عباس، شاه به منظور جلوگیری از اتحاد دوباره یا احتمال شورشی دیگر از سوی آن‌ها بدین منظور آن‌ها را از یکدیگر جدا کرده و تعداد کمی را در وطن اصلی خود یعنی در سیاه منصور گروس باقی گذاشته، و بقیه را به ورامین، خوار و خراسان انتقال داده و یکی از مکان‌هایی که سیاه منصور در خراسان در آن‌جا ساکن شدند، محلی معروف به چشمهٔ سیاه منصور بوده که محل دامداری کّردهای سیاه منصوری خراسان بود، که پس از جدا شدن فیروزه از ایران، جزو خاک شوروری سابق شده است.